# George Elliott Clarke
Pour les articles homonymes, voir George Clarke.
George Elliott Clarke (né le 12 février 1960) est un poète et dramaturge canadien. Professeur d'anglais à l'université de Toronto, il a travaillé comme assistant parlementaire de Howard McCurdy (en) à Ottawa et a également enseigné un certain temps au département d'African-American studies de l'université Duke. Il a été poète officiel du Parlement du Canada de 2016 à 2017.

## Biographie
Né de William et Geraldine Clarke à Windsor (Nouvelle-Écosse), George Clarke obtient un B.A. en anglais de l'université de Waterloo en 1984), une M.A. dans la même spécialité de l'université Dalhousie en 1989 et un Ph.D. de l'université Queen's en 1993.
George Clarke est officier de l'Ordre du Canada et membre de l'Ordre de la Nouvelle-Écosse.

## Œuvre
L'œuvre de George Clarke explore, notamment, des thématiques liées aux communautés afro-canadiennes de la Nouvelle-Écosse et du Nouveau-Brunswick, auxquelles Clarke réfère souvent sous le terme « Africadia ».